# Macrobiotus sicheli
Macrobiotus sicheli är en djurart som tillhör fylumet trögkrypare, och som beskrevs av Binda, Pilato och Oscar Lisi 2005. Macrobiotus sicheli ingår i släktet Macrobiotus och familjen Macrobiotidae. Inga underarter finns listade i Catalogue of Life.